# Borgofranco sul Po
Borgofranco sul Po (Bufrànch in dialetto basso mantovano) è una frazione geografica di 775 abitanti del comune italiano di Borgocarbonara della provincia di Mantova in Lombardia.

## Geografia fisica
Lo zona è situata a ridosso dell'argine del fiume Po, nel cuore del Basso mantovano, ed è caratterizzata da terreni alluvionali e da un clima umido continentale che consentono lo sviluppo del pregiato tartufo in maniera spontanea e senza inquinamento. I suoi argini sono quindi contraddistinti da secolari tartufaie.

## Origini del nome
Come per altri centri omonimi, il nome deriva probabilmente dalla sua condizione di territorio "franco" cioè libero da dazi, essendo sul confine tra le province di Mantova e Rovigo.

## Storia
L'originaria denominazione di Borgofranco, comune creato nel 1816 dai governanti tedeschi dell’allora Regno Lombardo-Veneto staccandolo da Revere, si trasformò nell'attuale con Regio Decreto del 9 giugno 1867. Da settembre 2015, con i comuni di Carbonara di Po, Felonica, Magnacavallo, Poggio Rusco e Sermide, ha fatto parte della soppressa Unione dei comuni Sei Oltrepò.
Dal 1º gennaio 2019, a seguito del referendum popolare consultivo dell'11 febbraio 2018, si è fuso con il comune di Carbonara di Po per dare vita al nuovo comune di Borgocarbonara.

### Simboli
Lo stemma comunale si blasonava:

## Società

### Evoluzione demografica
Abitanti censiti

## Cultura
A Borgofranco sul Po si svolge una fiera dedicata al tartufo bianco Tuberfood - Fiera Nazionale del Tartufo Bianco di Borgofranco sul Po, attiva dal 1995.
Borgofranco ospita anche un museo dedicato al tartufo, il Tru.Mu. - Truffle Museum7Museo. Un altro piatto tipico sono i turtèl sguasaròt.